# Pseudopostega fumida
Pseudopostega fumida là một loài bướm đêm thuộc họ Opostegidae. Nó là loài duy nhất được tìm thấy ở secondary, tropical forest miền trung Belize.
Chiều dài cánh trước khoảng 2.1 mm. Adults are glossy gray with a largely white head. Con trưởng thành bay vào tháng 4.